# فهد بن فيصل الفرحان آل سعود
الأمير فهد بن فيصل الفرحان آل سعود ولد في مدينة الرياض 9 صفر عام 1330 هـ الموافق 28 يناير عام 1912 م ، بعد مقتل والده بأسابيع قليلة. شارك في حروب التوحيد مع كوكبة فرسان الملك عبد العزيز من هذه الحروب حصار أبرق الرغامة وحرب اليمن ووالدته هي موضي بنت ناصر بن فرحان آل سعود.

## نسبه
فهد بن فيصل بن تركي بن سعود بن إبراهيم بن عبد الله بن فرحان بن سعود بن محمد بن مقرن بن مرخان بن إبراهيم بن موسى بن ربيعة بن مانع بن ربيعة المريدي. والمردة من حنيفة من بكر بن وائل بن قاسط الذي ينتهي في ربيعة بن نزار بن معد ابن عدنان.

## مناصبه
- نائب أمير منطقة القصيم عام 1354 هـ عُيِّن أميرًا للقصيم بعد مرض أخيه عبد الله.
- أمير منطقة الباحة من عام 1356/11/1هـ -إلى 1358/1/1هـ.
- رئيس أمانة مدينة الرياض عام 1373 هـ / 1954)، وفي عام 1375 هـ صدر السامي الكريم بتعديل اسم بلدية الرياض إلى (أمانة مدينة الرياض)، فكان أول أمين لمدينة الرياض، ومنح مرتبة وزير دولة، واستمر في موقعه حتى عام 1386 هـ.
- في عام 1386 هـ / 1966 تفرغ لأعماله الخاصة.

## التكريم والأوسمة
1376هـ منحه رئيس جمهورية لبنان كميل شمعون، ورئيس وزرائها سامي الصلح الوشاح الأكبر من وسام الأرز الوطني في 15 أبريل 1957.
1376هـ قلده شاه إيران محمد رضا بهلوي في يوم الخميس 12 شعبان 1376هـ وساماً من أرفع الأوسمة الإيرانية، عند زيارته للرياض.
1417هـ كرّمه سلمان بن عبد العزيز آل سعود في حفل أقامته صحيفة عكاظ لتكريم عدد من الروّاد.

## وفاته
توفي الأمير فهد بن فيصل بن فرحان آل سعود في 25 شوال 1418 هـ الموافق 22 فبراير 1997م عن عمر 85 سنة.

## أسرته
زوجاتة
- حصة بنت محمد الرعوجي ال فهيد العتيبي
- لطيفة بنت حسين بن حسن آل الشيخ
- منيرة بنت عبد الله بن محمد العقيل
- ساره بنت عبدالرحمن بن مفلح الحربي.

### أشقاؤه
- عبد الله بن فيصل بن فرحان آل سعود

### أبناؤه
- عبد الله بن فهد بن فيصل بن فرحان آل سعود (متوفى[3]، وكيل أمانة الرياض سابقًا وعضو في مجلس العائلة المالكة السعودية). متزوج من جوزاء بنت سعود بن عبد العزيز آل سعود وله من الأبناء منصور، ومتزوج وله من الأبناء فيصل، خالد (وله من الأبناء الوليد "متزوج من نايفة بنت نايف بن فيصل بن سعود بن عبد العزيز آل سعود)[4]، عبد العزيز، مصعب، تركي، عبد الرحمن، و سعود ، سلطان ، فهد . له كريمة متزوجة من متعب بن محمد بن سعد الشثري[5]
- تركي بن فهد بن فيصل بن فرحان آل سعود (متوفى).
- محمد بن فهد بن فيصل بن فرحان آل سعود (فريق ورئيس الهيئة العامة للصناعات الحربية سابقًا). له من البنات ديمة (متزوجة من عبد الرحمن بن تركي الثاني بن عبد العزيز آل سعود).
- عبد العزيز بن فهد بن فيصل بن فرحان آل سعود (رجل أعمال).[6] له من الأبناء فهد (متزوج من ابنة عبد العزيز بن محمد بن عبد العزيز آل سعود)[7] ، الأمير سلمان (متزوج من كريمة الأمير عبدالله بن سعود بن مشاري) ، الأمير نواف ، الأمير تركي ، الأمير فيصل (متزوج من الأميرة لولوة بنت سلطان بن سعود بن عبد الله بن سعود آل سعود وله من الأبناء الأمير سلطان متزوج من الأميرة نوف بنت عبدالعزيز بن مشعل بن سعود بن عبدالعزيز ، الأمير عبدالرحمن ، الأمير خالد) ، الأميرة عبير (متزوجة من الأمير عبدالله بن محمد بن فرحان ولها من الأبناء الأمير بدر ، الأمير سلطان متزوج من الأميرة ديم بنت مشعل بن عبدالله بن عبدالعزيز بن مساعد ، الأمير عبدالعزيز ، الأمير محمد) الأميرة فهدة .
- ناصر بن فهد بن فيصل بن فرحان آل سعود (رئيس مجلس إدارة شركة نافا). متزوج من منيرة بنت عبد الله بن فيصل بن فرحان آل سعود.
- فيصل بن فهد بن فيصل بن فرحان آل سعود (رجل أعمال). متزوج من الأميرة نورة بنت عبدالله بن فيصل بن فرحان آل سعود وله من الأبناء الأمير سعود (متزوج من ابنة عبد العزيز بن عبد الله بن عبد العزيز بن تركي آل سعود).[8] الأمير فهد (متزوج من الأميرة مضاوي بنت فهد بن محمد بن ناصر بن فرحان آل سعود)
- خالد بن فهد بن فيصل بن فرحان آل سعود (رئيس مجلس إدارة شركة الرياض العالمية للأغذية "ماكدونالدز السعودية").
- عبد الرحمن بن فهد بن فيصل بن فرحان آل سعود (فريق طيار ركن وقائد القوات الجوية الملكية السعودية سابقًا). متزوج من ابتسام القصيبي وله من الأبناء فيصل (متزوج من لين بنت بدر بن عبد المحسن بن عبد العزيز آل سعود وله من الأبناء عبد الرحمن، صيتة، و بدر)[9]، الأميرة مضاوي (متزوجة من خالد بن بدر بن عبد المحسن بن عبد العزيز آل سعود)[10] ، الأمير تركي ، الأميرة لولوة.
- بندر بن فهد بن فيصل بن فرحان آل سعود (متوفى). له من الأبناء خالد (متزوج من ابنة مشعل بن عبد الله بن عبد العزيز بن مساعد آل سعود).[11]
- سلطان بن فهد بن فيصل بن فرحان آل سعود.
- منصور بن فهد بن فيصل بن فرحان آل سعود.
- سعود بن فهد بن فيصل بن فرحان آل سعود.
- بدر بن فهد بن فيصل بن فرحان آل سعود (عقيد في القوات الجوية السعودية).
- متعب بن فهد بن فيصل بن فرحان آل سعود.
- فواز بن فهد بن فيصل بن فرحان آل سعود (عميد في القوات البرية السعودية).
- مشعل بن فهد بن فيصل بن فرحان آل سعود.
- مصعب بن فهد بن فيصل بن فرحان آل سعود (نقيب في القوات البرية السعودية). متزوج من ابنة خالد بن سعود بن هذلول الثنيان آل سعود.[12]
- ماجد بن فهد بن فيصل بن فرحان آل سعود.
- نواف بن فهد بن فيصل بن فرحان آل سعود.

### بناته
- حصة بنت فهد بن فيصل بن فرحان آل سعود (توفيت في رمضان 1432 هـ).[13]
- شعاع بنت فهد بن فيصل بن فرحان آل سعود (متوفاة).
- هيا بنت فهد بن فيصل بن فرحان آل سعود. متزوجة من عبد العزيز بن محمد بن عياف آل مقرن.
- نورة بنت فهد بن فيصل بن فرحان آل سعود.
- مشاعل بنت فهد بن فيصل بن فرحان آل سعود متزوجة من معتز بن سعود بن عبد العزيز آل سعود.
- عبير بنت فهد بن فيصل بن فرحان آل سعود متزوجة من سلطان بن عبد العزيز ال سعود.
- هيفاء بنت فهد بن فيصل بن فرحان آل سعود.متزوجه من  الشيخ عبدالمجيد بن عبدالله آل الشيخ .
- البندري بنت فهد بن فيصل بن فرحان آل سعود (متوفاة).
- خلود بنت فهد بن فيصل بن فرحان آل سعود.
- مها بنت فهد بن فيصل بن فرحان آل سعود. متزوجة من الشيخ تركي بن عبد العزيز بن عبد الله المشاري السعدون.
- مضاوي بنت فهد بن فيصل بن فرحان آل سعود.
- الجوهرة بنت فهد بن فيصل بن فرحان آل سعود.
- جواهر بنت فهد بن فيصل بن فرحان آل سعود. متزوجة من محمد بن سعد بن عبد العزيز آل سعود.
- نوف بنت فهد بن فيصل بن فرحان آل سعود.
- موضي بنت فهد بن فيصل بن فرحان آل سعود. متزوجة من بندر بن فهد بن محمد بن عبد العزيز آل سعود.